# Derriopia
Derriopia (gr.: Δευρίοπος, Deurίopos) – starożytna kraina i królestwo w górnej Macedonii nad rzeką Erigon (ob. Čărna), zamieszkałe przez plemię Derriopów, graniczące z Pelagonią na zachodzie, Linkos na południowym zachodzie oraz z Almopią (właściwa Macedonia) na wschodzie. Obecnie w granicach Macedonii Północnej.
Derriopia, jako najmniejsza kraina, wraz z Tymfają, Orestis, Elimeją, Linkos, Eordają, i Pelagonią tworzyła starożytną górną (tj. górzystą) Macedonię. Jej gospodarka, jak pozostałych krain, opierała się na przegonowym pastertwie, które stanowiło podstawę utrzymania. Osiedla miejskie (Bryanion, Styberra), założone pod koniec VI w. p.n.e., rozwijały się na skraju równiny nad rzeką Erigon (ob. Čărna). Derriopia korzystała z przynaleźności do strefy handlu Dardanów. Derriopowie mówili zachodnim dialektem greckim, mianowicie molosskim. Królestwo Derriopii czasowo należało do Linkos, a niekiedy do Pelagonii. Jest wspomniane na zachowanej fragmentarycznie inskrypcji z ok. r. 415 p.n.e., znalezionej w Atenach, zawierającej tekst traktatu zawartego między trzema stronami: Atenami, Perdikkasem II Macedońskim z sojusznikami oraz Arrabajosem I z sojusznikami. W tym traktacie Ateny uznały całkowitą niezależność króla Arrabajosa I z Linkos i jego sojuszników (Pelagonowie i Derriopowie). Król Derriopii, jako sojusznik, wspierał swą jazdą króla Linkos. Derriopia została za panowania Filipa II, króla Macedonii, wcielona do jego państwa, a jej mieszkańcy otrzymali takie sama prawa, jakie mieli Macedończycy.